# Selago psammophila
Selago psammophila är en flenörtsväxtart som beskrevs av O.M. Hilliard. Selago psammophila ingår i släktet Selago och familjen flenörtsväxter. Inga underarter finns listade i Catalogue of Life.